# The Control Revolution
The Control Revolution (La Révolution du contrôle) est un livre de James Beniger (en) qui explique les origines de la société de l'information dans le cadre de la nécessité de gérer et de contrôler la production d'une société industrielle,,. Le Dr Beniger était professeur à l'Université de Californie du Sud.